# Sandra Kolly-Altermatt
Sandra Kolly-Altermatt (* 10. Juni 1970; heimatberechtigt in Herbetswil und St. Silvester FR) ist eine Schweizer Politikerin (Die Mitte).

## Leben
Sandra Kolly-Altermatt wuchs in Herbetswil auf. Nach den obligatorischen Schulen absolvierte sie eine kaufmännische Ausbildung auf der Amtsschreiberei und dem Oberamt Thal-Gäu. Anschliessend war sie von 1989 bis 1995 Kanzleisekretärin in der Stadtkanzlei Olten. Danach war sie während sieben Jahren als stellvertretende Gemeindeverwalterin und Gemeindeschreiberin der Einwohnergemeinde Neuendorf SO tätig, von 2002 bis 2007 arbeitete sie als Team- und Fachbereichsleiterin in der Steuerverwaltung des Kantons Bern. Seit 2007 ist sie kaufmännische Leiterin und Mitglied der Geschäftsleitung einer Treuhandunternehmung in Olten.
Zum ersten Mal politisch in Erscheinung trat Kolly-Altermatt von 1995 bis 2002 als Aktuarin der Planungskommission Neuendorf. Seit 2005 ist sie Mitglied der Industrie- und Gewerbekommission Neuendorf. 2009 wurde sie sowohl in den Gemeinderat (Exekutive) von Neuendorf als auch als Vertreterin der CVP Thal-Gäu in den Solothurner Kantonsrat gewählt. Seit 2013 ist sie Präsidentin der CVP Kanton Solothurn. Bei den Wahlen 2011, 2015 und 2019 kandidierte sie für den Nationalrat. Im November 2020 wurde sie von der CVP Kanton Solothurn als Kandidatin für den Regierungsrat des Kantons Solothurn nominiert. Am 25. April 2021 schaffte sie die Wahl im 2. Wahlgang. 2025 wurde sie wiedergewählt.
Sandra Kolly-Altermatt ist geschieden und lebt in Neuendorf. Ihre Cousine ist die Frau von Nationalrat Stefan Müller-Altermatt. Sie ist Vorstandsmitglied von amitola, einer gemeinnützigen GmbH für Kinder, und der IG PRO VEBO.